# NGC 394
NGC 394 ist eine Linsenförmige Galaxie vom Hubble-Typ S0 im Sternbild Fische auf der Ekliptik. Sie ist schätzungsweise 205 Millionen Lichtjahre von der Milchstraße entfernt und hat einen Durchmesser von etwa 35.000 Lichtjahren.

Gemeinsam mit NGC 392 und NGC 397 bildet sie das isolierte Galaxientrio KTG 3.
Das Objekt wurde am 26. Oktober 1854 von dem irischen Astronomen R. J. Mitchell, einem Assistenten von William Parsons, entdeckt.